# MSK Soemsjanka
MSK Soemsjanka is een Oekraïense hockeyclub uit Soemy.
De club werd opgericht in 1996 en ging tot 2007 door het leven als Dinamo Soemsjanka. De vrouwen hebben veel prijzen gewonnen op nationaal niveau. In 2009 werden de dames wederom nationaal kampioen. Hierdoor mocht MSC Soemsjanka Oekraïne vertegenwoordigen op het Europacup-toernooi in 2010. In februari 2025 won MSC Soemsjanka de Europacup Zaalhockey (EuroHockey Indoor Club Cup) vrouwen door in de finale SCHC na shootouts te verslaan.